# Rhizomarasmius
Rhizomarasmius R.H. Petersen  – rodzaj grzybów z rodziny obrzękowcowatych (Physalacriaceae). W Polsce występuje jeden gatunek.

## Systematyka i nazewnictwo
Pozycja w klasyfikacji według Index Fungorum: Physalacriaceae, Agaricales, Agaricomycetidae, Agaricomycetes, Agaricomycotina, Basidiomycota, Fungi.

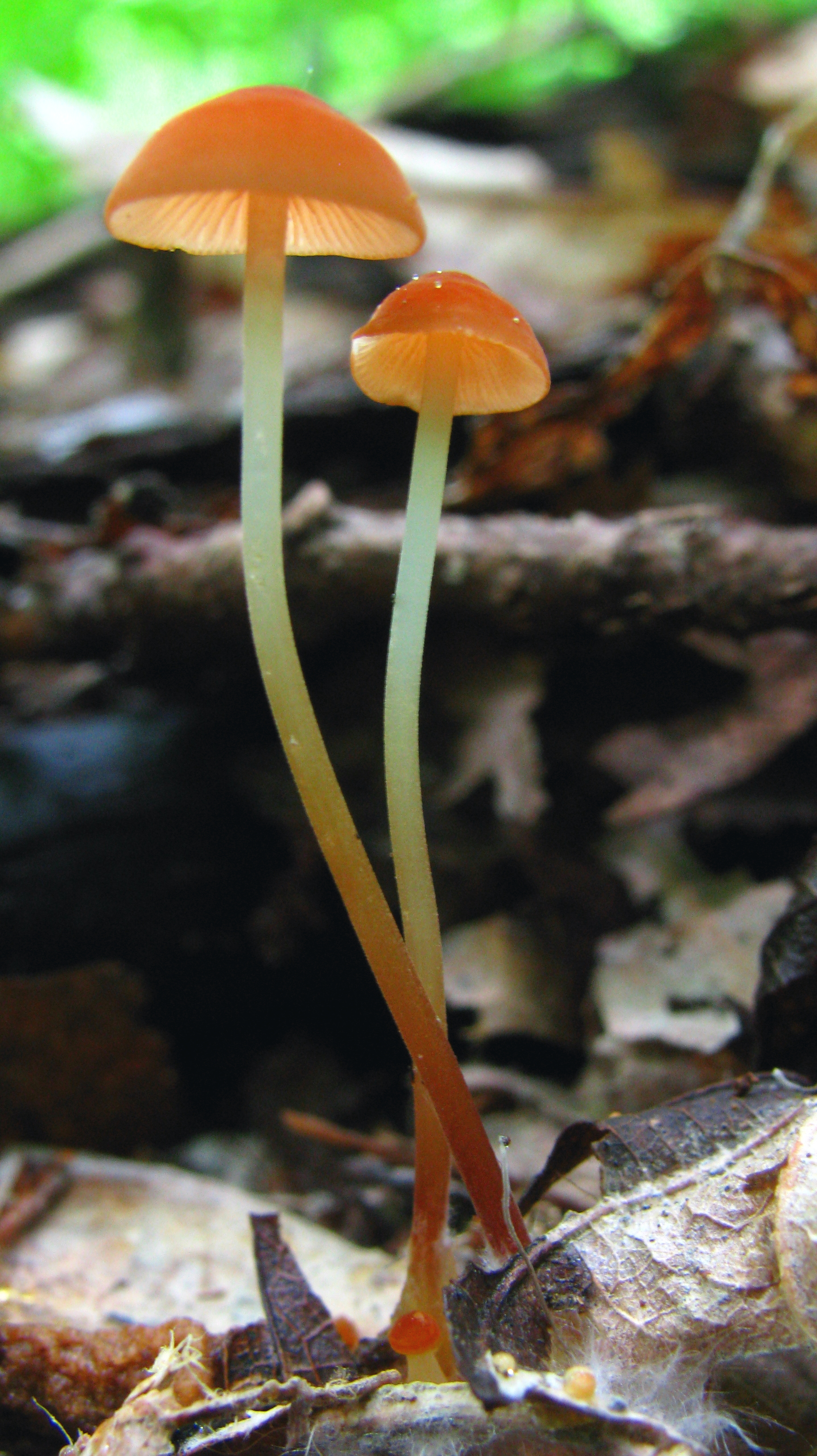
Rhizomarasmius pyrrocephalus

## Gatunki
- Rhizomarasmius epidryas (Kühner ex A. Ronikier) A. Ronikier & Ronikier 2011
- Rhizomarasmius oreinus (Pacioni & Lalli) Vizzini, Antonín & A. Urb. 2015
- Rhizomarasmius pyrrhocephalus (Berk.) R.H. Petersen 2000
- Rhizomarasmius setosus (Sowerby) Antonín & A. Urb. 2015 – tzw. twardzioszek bukowy
- Rhizomarasmius undatus (Berk.) R.H. Petersen 2000 – tzw. twardzioszek czerwonoplamisty

Nazwy naukowe na podstawie Index Fungorum. Nazwy polskie według Władysława Wojewody.